# Hybosorus arator
Hybosorus arator là một loài bọ cánh cứng trong họ Hybosoridae. Loài này được Illiger miêu tả khoa học năm 1803.